# Henry Jessen

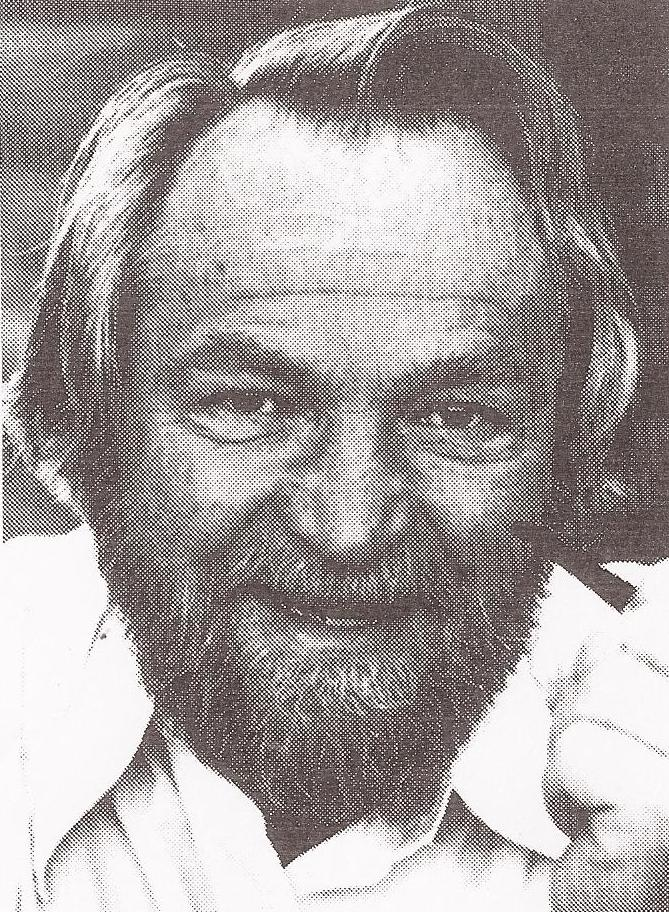
Henry Jessen, 1988

Christian Henry Jessen (* 12. Mai 1919 in Låstrup bei Viborg, Dänemark; † 13. Mai 1994 in Kopenhagen) ist ein dänischer Schauspieler.

## Leben
Jessen absolvierte von 1942 bis 1943 an der Schule des Det Kongelige Teaters eine Schauspielausbildung. Danach war er von 1944 bis 1945 am Odense Teater engagiert. Ab 1946 war er mit der Schauspielerin Hedvig Schad zusammen auf Tournee, wo sie unter anderem in verschiedenen Häusern von Kopenhagen auftraten. In den 1960er Jahren zog er nach Nord-Jütland, wo er eine längere Zeit am Aalborg Teater tätig war. In den Sommerferien trat er in dieser Zeit auch auf Bühne des jütländischen Freiluftmuseums Hjerl Hede auf. 
Als Schauspieler im Film hatte 1949 seine erste Mitwirkung in dem Historiendrama Jens Langkniv. Anschließend wirkte er noch bei vielen weiteren Filmen und später auch in einigen Fernsehserien mit. Im dänischen Fernsehen erlangte er eine größere Bekanntheit durch seine Mitwirkung in der Fernsehserie Fiskerne erlangte. Des Weiteren war er 1982 bei dem Film Frøken Jensens pensionat als Regisseur tätig. Seinen letzten Auftritt als Filmschauspieler hatte er 1994 kurz vor seinem Tod in dem Film Der Prinz von Jütland.
Ab 1953 war er mit der Tänzerin Lill Kannegaard verheiratet.

## Filmografie
- 1940: Jens Langkniv
- 1952: Husmandstøsen
- 1958: Lyssky transport gennem Danmark
- 1961: Ullabella
- 1963: Hosekræmmeren
- 1968: Woyzeck (Spielfilm)
- 1971: Kom sigøjner
- 1972: Mindesmærket (Kurzfilm)
- 1973: Afskedens time
- 1975: Anne og Paul
- 1975: Bertram og Lisa
- 1977: Nyt legetøj
- 1979: Jul i Gammelby
- 1980: Vores år
- 1981: Historien om Kim Skov
- 1983: Rejseholdet (Fernsehserie)
- 1994: Der Prinz von Jütland (Amled, prinsen af Jylland)